# Samuel Griffith
Sir Walter Samuel Griffith (21 juin 1845 - 9 août 1920) est un homme politique australien, qui est premier ministre du Queensland, le premier président de la Haute Cour et le principal auteur de la Constitution de l'Australie.

## Jeunesse
Griffith est né à Merthyr Tydfil, au pays de Galles; il est le plus jeune fils du Révérend Edward Griffith, un pasteur congrégationaliste et de son épouse, Marie, la deuxième fille de Pierre Walker. Bien que de lointaine origine galloise, ses ascendants sont installés depuis plus de trois générations en Angleterre. Sa famille émigre au Queensland alors qu'il a huit ans. Il étudie à Ipswich, Sydney, Brisbane et Maitland dans les villes où son père est affecté, puis à l'Université de Sydney, où il obtient son baccalauréat en arts avec félicitations du jury en 1863 en lettres classiques, mathématiques et sciences naturelles. Durant ses études, il reçoit le prix Cooper et Barker et d'autres prix. À son retour à Brisbane, il étudie le droit et fait un stage chez Arthur Macalister, un futur premier ministre du Queendland auprès de qui Griffith a ensuite son premier portefeuille. Il voyage ensuite en Europe et il passe une partie de son temps en Italie, où il s'attache au pays, à ses habitants et à leur littérature. Bien des années après, il allait devenir le premier Australien à traduire Dante (L'Enfer de Dante Alighieri en 1908). Il achève ensuite ses études de droit à Brisbane, où il est admis au barreau en 1867, et en 1870 il retourne à Sydney pour achever une maîtrise en arts. La même année, il épouse Julia Janet Thomson.

## Carrière politique
En 1872, Griffith est élu à l'Assemblée législative du Queensland. Tout au long de sa carrière, il va d'abord se considérer comme avocat et ensuite seulement comme homme politique, et continue à plaider, même quand il est député. Au Parlement, il acquiert une réputation de réformateur libéral. Il est ministre de la Justice, ministre de l'Éducation et ministre des Travaux publics et devient chef du parti libéral en 1879. Son grand ennemi est le dirigeant conservateur Sir Thomas McIlwraith, qu'il accuse (à juste titre) de corruption.
Griffith devient premier ministre en novembre 1883 en remplacement de McIlwraith. Il remporte en grande partie les élections suivantes grâce à sa politique d'interdiction de l'emploi de travailleurs Kanaks. Il fait adopter une loi à cette fin, mais il constate très vite le danger qu'aurait représenté cette loi pour l'industrie sucrière de sorte qu'elle n'a jamais été appliquée. Toutefois l'emploi des Canaques est réglementé et les plus gros abus supprimés. Griffith s'intéresse en particulier à la Nouvelle-Guinée britannique et est responsable de l'envoi là-bas de Sir William MacGregor en 1888.
Il occupe le poste de premier ministre jusqu'en 1888. Il est considéré comme un proche du mouvement ouvrier. Il présente un projet de loi visant à légaliser les syndicats et déclare que « le grand problème de notre époque n'est pas la façon d'accumuler de la richesse, mais les moyens d'en assurer une distribution plus équitable ». En 1888, son gouvernement est battu. En opposition radicale avec la nouvelle politique, il écrit des articles pour le Boomerang, le journal du socialiste William Lane.
Mais en 1890, Griffith trahit soudain ses amis radicaux et redevient premier ministre à la tête d'une alliance inattendue avec McIlwraith, alliance surnommée la « Griffilwraith ». L'année suivante, son gouvernement utilise l'armée pour briser la grande grève des tondeurs de moutons et il reçoit le surnom de « Sam le Suifeux » (Oily Sam). Griffith fait une brillante carrière politique au Queensland. On lui doit une loi sur les preuves dans les affaires de délinquance et une loi qui codifie les droits et pouvoirs des juges de paix. Il réussit à faire voter par le Parlement un projet de loi limitant à huit heures la durée légale du travail, loi qui est toutefois rejetée par le Conseil législatif du Queensland.

## Fédération
Griffith a toujours été partisan de la Fédération australienne. A la conférence intercoloniale qui se tient à Sydney en novembre 1883 James Service, le premier ministre du Victoria, pense que l'Australie est prête pour un véritable gouvernement fédéral mais Griffith, qui n'est pas disposé à aller aussi loin, rédige et présente une résolution prévoyant qu'un conseil fédéral ne pouvait pas être formé sans que soient réglés les problèmes de la défense de l'Australasie, les questions relatives aux relations de l'Australie avec les îles environnantes, les mises en quarantaine, l'interdiction de l'envoi de nouveaux bagnards et d'autres questions d'intérêt commun pour les diverses colonies.
En 1887 Griffith est l'un des représentants du Queensland à la conférence coloniale qui se tient à Londres, où il lance le débat sur la question du commerce préférentiel et prouve qu'il est l'un des hommes d'exception. Il dirige la délégation du Queensland à la Convention constitutionnelle de Sydney en 1891 (où il est nommé vice-président) et son parfaite connaissance du droit lui apporte un rôle de premier plan dans les délibérations. "Ce fut à moi de mettre en forme la Constitution après plusieurs jours de débats que j'avais présidé et m'être efforcé de vérifier le consensus des participants."», écrit-il.
Ce premier projet consacre les principes de base de ce qui sera la future constitution de l'Australie: un système fédéral avec des pouvoirs cédés par les colonies au gouvernement fédéral, un parlement bicaméral avec une chambre haute dans laquelle toutes les colonies auraient le même nombre de représentants et un système judiciaire fédéral.

## Président de la Haute Cour

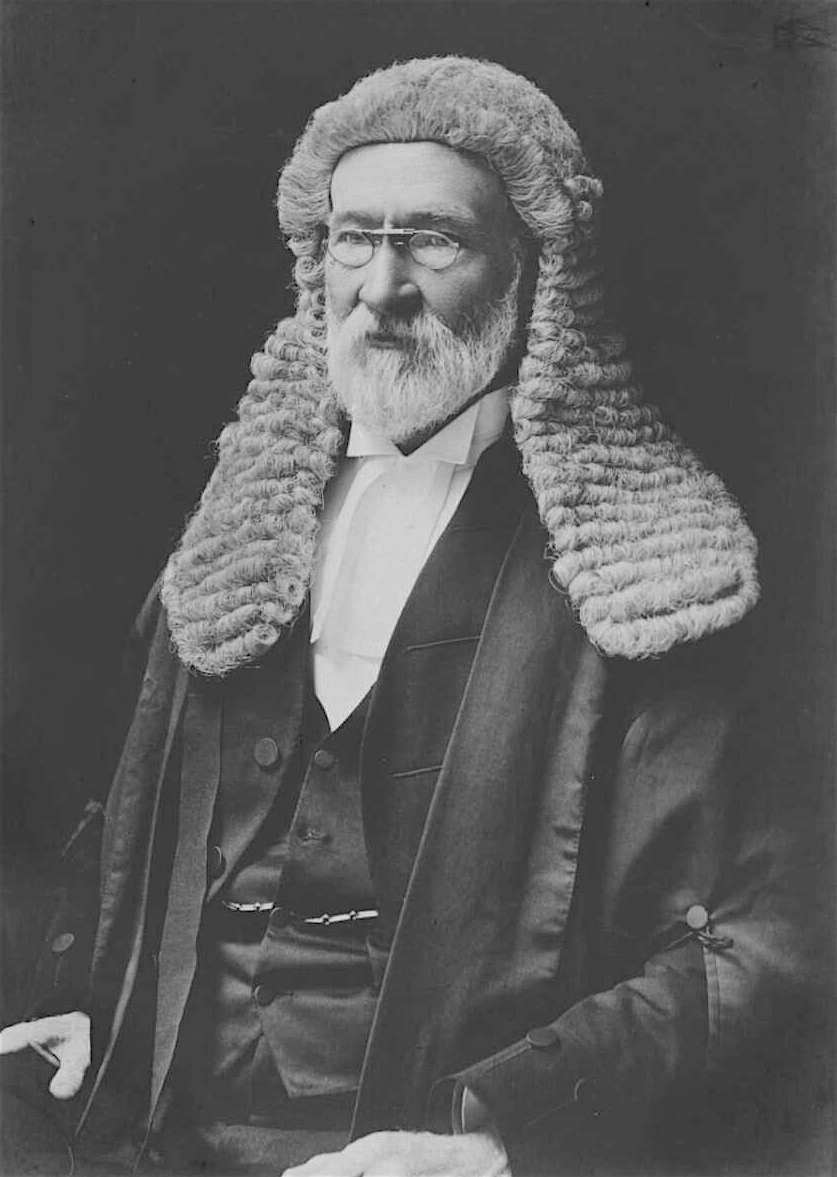
Griffith, premier président de la Haute Cour d'Australie.

Le 13 mars 1893 Griffith alors premier ministre se promeut président de la Cour suprême du Queensland, où il reste jusqu'au 4 octobre 1903. Il ne participe donc pas directement à la conventions de 1897 qui produit la version finale du projet de Constitution, mais il peut agir dans les coulisses comme conseiller de Sir Robert Garran, le secrétaire du Comité de rédaction, qui suit les principales propositions qu'il a énoncées en 1891. En 1899, il fait publiquement campagne dans le Queensland pour le "oui" au référendum sur la fédération.
Durant son mandat comme président, il rédige le Code pénal du Queensland, la première codification de l'ensemble du droit pénal anglais réussie au monde; elle est adoptée au Queensland en 1899 et, plus tard, en Australie-Occidentale, en Papouasie-Nouvelle-Guinée, en grande partie en Tasmanie et d'autres territoires de l'Empire comme le Nigéria. En mai 2006, au Queensland, le Code pénal demeure en grande partie inchangé.
Lorsque le Parlement fédéral adopte la loi sur le pouvoir judiciaire, la Judiciary Act, en 1903, qui crée la Haute Cour d'Australie, Griffith est choisi naturellement comme premier président. Au cours des seize ans à ce poste, Griffith rend quelque 950 décisions. En 1913 il visite l'Angleterre, et siège au Conseil privé. Après 1910 son état de santé décline et en 1917 il est victime d'un accident vasculaire cérébral. Il prend sa retraite de la Cour en 1919 et est décédé à son domicile de Brisbane, le 9 août 1920.
Il laisse son nom 
- à l'Université Griffith, qui a des campus à travers le sud-est du Queensland,
- au quartier de Griffith à Canberra, et
- à la circonscription fédérale de Griffith.

La Samuel Griffith Society est une organisation conservatrice qui se consacre à la défense de ce qu'il considère comme les principes de la Constitution - en particulier, le principe des droits des Etats.
Son portrait, peint par Richard Godfrey Rivers, est accroché aux murs de la Cour suprême de Brisbane.